# Dreamtime (album des Stranglers)
Pour les articles homonymes, voir Dreamtime.
Albums de The Stranglers
Aural Sculpture
(1984) 10
(1990)
Singles
1. "Nice in Nice"
Sortie : août 1986
2. "Always the Sun"
Sortie : octobre 1986
3. "Big in America"
Sortie : décembre 1986
4. "Shakin' Like a Leaf"
Sortie : mars 1987

Dreamtime est le neuvième album du groupe The Stranglers, inspiré par le « Temps du rêve » des aborigènes d'Australie. Il est sorti en octobre 1986 sur le label Epic Records.
Musicalement dans la lignée de l'album précédent, Aural Sculpture, les textes de Dreamtime (« Temps du rêve ») traitent des dangers de l'énergie atomique, des menaces sur les territoires des aborigènes d'Australie, de l'Apartheid, de la pauvreté et de l'exploitation du Tiers monde. Les riches et les États-Unis ne sont pas épargnés non plus.
Premier et unique album du groupe à être classé dans les charts américains, 172e place du Billboard 200 en mai 1987, il n'atteindra que la 16e place les charts britanniques, soit son plus mauvais classement de l'ère Cornwell. En France, l'album sera classé pendant huit semaines avec un pic à la 18e place.
Quatre singles seront tirés de cet album, Nice in Nice (#30 UK), Always the Sun (#30 UK, #15 FR), Big in America (#48 UK) et Shakin' Like a Leaf (#58 UK).

## Liste des titres
- Tous les titres sont signés, paroles et musique, par les Stranglers.

1. Always the Sun - 4:54
2. Dreamtime - 3:43
3. Was It You? - 3:40
4. You'll Always Reap What You Sow - 5:17
5. Ghost Train - 5:05
6. Nice in Nice - 3:55
7. Big in America - 3:19
8. Shakin' Like a Leaf - 2:36
9. Mayan Skies - 3:57
10. Too Precious - 6:47

Lors de la réédition en CD de 2001, six titres bonus ont été ajoutés
1. Since You Went Away - 2:53
2. Norman Normal - 4:33
3. Dry Day - 5:02
4. Hit Man - 4:21
5. Was it You? (7" version) - 2:57
6. Burnham Beeches - 3:50

## Musiciens
- Jet Black: batterie, percussions
- Jean-Jacques Burnel: basse, chant
- Hugh Cornwell: guitares, chant
- Dave Greenfield: claviers, chœurs

## Musiciens additionnels
- Alex Gifford: saxophone
- Hilary Kops et Martin Vesey: trompette
- B.J. Cole: guitare lap steel
- Simon Morton: percussions

## Charts & certification

### Album
Charts
| Pays                                 | Durée du classement | Meilleur classement | Date             |
| ------------------------------------ | ------------------- | ------------------- | ---------------- |
| Canada (RPM)                         | 8 semaines          | 83e                 | 6 décembre 1986  |
| États-Unis (Billboard 200)           | 4 semaines          | 172e                | 9 mai 1987       |
| France (SNEP)                        | 8 semaines          | 18e                 | 1er février 1987 |
| Nouvelle-Zélande (RMNZ Albums Top40) | 1 semaine           | 45e                 | 15 février 1987  |
| Pays-Bas (MegaCharts)                | 2 semaines          | 60e                 | 22 novembre 1986 |
| Royaume-Uni (UK Albums Chart)        | 6 semaines          | 16e                 | 2 novembre 1986  |

Certification
| Pays        | Ventes   | Certification | Date           |
| ----------- | -------- | ------------- | -------------- |
| Royaume-Uni | 60 000 + | Argent        | 5 janvier 1987 |

### Singles
| Single              | Chart              | Durée du classement | Position | Date             |
| ------------------- | ------------------ | ------------------- | -------- | ---------------- |
| Nice in Nice        | (UK Singles Chart) | 5 semaines          | 30e      | 31 août 1986     |
| Nice in Nice        | (IRMA)             | 3 semaines          | 19e      | 24 août 1986     |
| Always the Sun      | (UK Singles Chart) | 5 semaines          | 30e      | 26 octobre 1986  |
| Always the Sun      | (Single Top 100)   | 13 semaines         | 15e      | 7 février 1987   |
| Always the Sun      | (IRMA)             | 3 semaines          | 16e      | 26 octobre 1986  |
| Always the Sun      | (Single Top 100)   | 4 semaines          | 42e      | 15 novembre 1986 |
| Big in America      | (UK Singles Chart) | 6 semaines          | 48e      | 28 décembre 1986 |
| Big in America      | (Single Top 100)   | 6 semaines          | 50e      | 9 mars 1987      |
| Big in America      | (V) (Ultratop)     | 1 semaine           | 38e      | 31 janvier 1987  |
| Big in America      | (IRMA)             | 2 semaines          | 28e      | 21 décembre 1986 |
| Shakin' Like a Leaf | (UK Singles Chart) | 4 semaines          | 58e      | 15 mars 1987     |